# Ōhasama
Ōhasama (japanska: 大迫町; -machi), var en landskommun i Iwate prefektur i Japan. Den uppgick 1 januari 2006 tillsammans med två andra kommuner i staden Hanamaki.
År 2003 hade Ōhasama 6 684 invånare och en yta på 246,84 km² (27,08 invånare per kvadratkilometer).